# Plectorhinchus mediterraneus

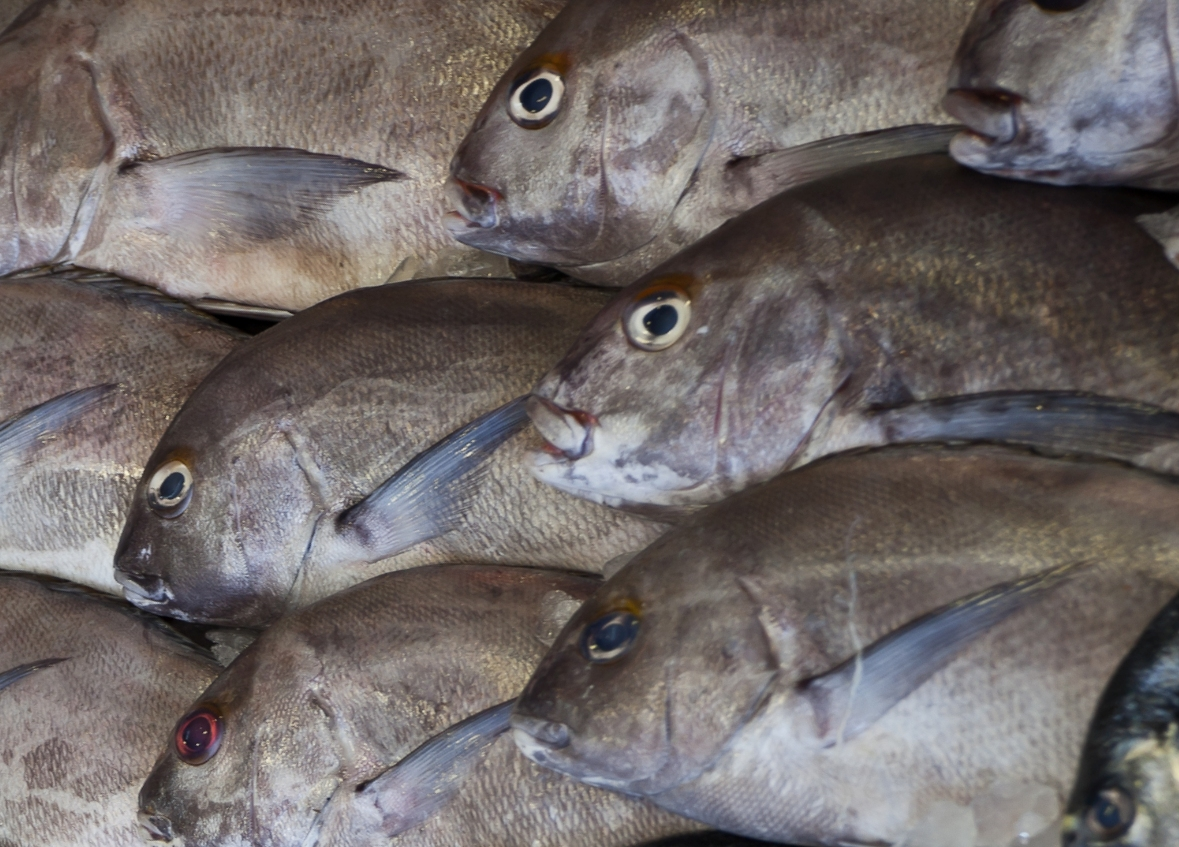
Esemplari in un mercato alle isole Canarie

Plectorhinchus mediterraneus, noto in italiano come grugnitore grigio o pesce burro , è un pesce osseo marino della famiglia Haemulidae.

## Distribuzione e habitat
È presente nell'Oceano Atlantico orientale lungo le coste africane e si spinge nel mar Mediterraneo, in cui è stato trovato sulle coste spagnole, marocchine, algerine e tunisine. È stato catturato anche più a nord, ad esempio in mar Adriatico, sia sulle coste italiane che slovene.
Frequenta fondi duri, molli e anche praterie di Posidonia oceanica, di solito a profondità piuttosto basse, gli adulti più profondi dei giovani.

## Descrizione
Fondamentalmente è simile al grugnitore bastardo da cui si distingue per il colore grigio con riflessi violacei (i giovani hanno due linee nere longitudinali dal muso al peduncolo caudale, per la bocca dotata di labbra molto spesse e per il profilo della testa molto arcuato. Inoltre la pinna dorsale è assai lunga e con un'incisione mediana poco evidente e la pinna anale è molto corta. Il profilo dorsale è molto convesso.
Raggiunge gli 80 cm di lunghezza massima e i 50 di media.

## Biologia
I giovani vivono in banchi, gli adulti invece sono solitari e tendono a rifugiarsi tra gli scogli quando sono disturbati. Può emettere suoni simili a grugniti quando viene pescato.

## Pesca
Occasionale.
Le carni sono ottime, molto apprezzate nei paesi dove è comune.